# Leon Dupont
Leon Dupont (født 30. marts 1949) er en tidligere dansk lærer og fodboldspiller.
Leon Dupont var hele karrieren forsvarsspiller i Vejle Boldklub, hvor han debuterede 18. august 1968 mod Frem og spillede sin afskedskamp 30. august 1972 mod Sturm Graz.
Han opnåede 79 kampe og scorede 4 mål og var 1971 med til at vinde Danmarksmesterskabet med VB.
Leon Dupont spillede en U/19-landskamp mod Vesttykland 1967.
Leon Dupont er onkel til Brian Dupont (Født 1977), som er målmand i Bredballe IF har også spillet på ungdomslandsholdet (U16).